# Щипков, Александр Сергеевич
Александр Сергеевич Щипков (род. 6 апреля 1981, Реутов, Московская область, СССР) — российский футболист, полузащитник.

## Карьера

### Клубная
Воспитанник СДЮШОР московского «Спартака», за который провёл единственный матч 12 ноября 2000 года в чемпионате России против «Алании» (2:1), забив победный мяч на 43-й минуте. В 2001—2003 годах защищал цвета «Уралана», в составе которого стал серебряным призёром Первого дивизиона. Завершил карьеру в 2008 году в щёлковском «Спартаке».

### В сборной
Сыграл 3 матча и забил 1 мяч на чемпионате Европы 2000 (юноши до 18 лет).

## Достижения
- Чемпион России: 2000
- Серебряный призёр Первого дивизиона: 2001